# Protetorado de Malta
```
   |-
       |
Erro:
:  
valor não especificado para "
nome_comum
"

   |-
       | 
Erro:
:  
valor não especificado para "
continente
"
```

Protetorado de Malta (em italiano:  Protettorato di Malta, em maltês:  Protettorat ta' Malta) era o termo político para Malta quando era parte de jure do Reino da Sicília, mas sob proteção britânica. Este protetorado existiu entre a capitulação das forças francesas em Malta em 1800 e a transformação das ilhas na Colônia da Coroa de Malta em 1813.

## História

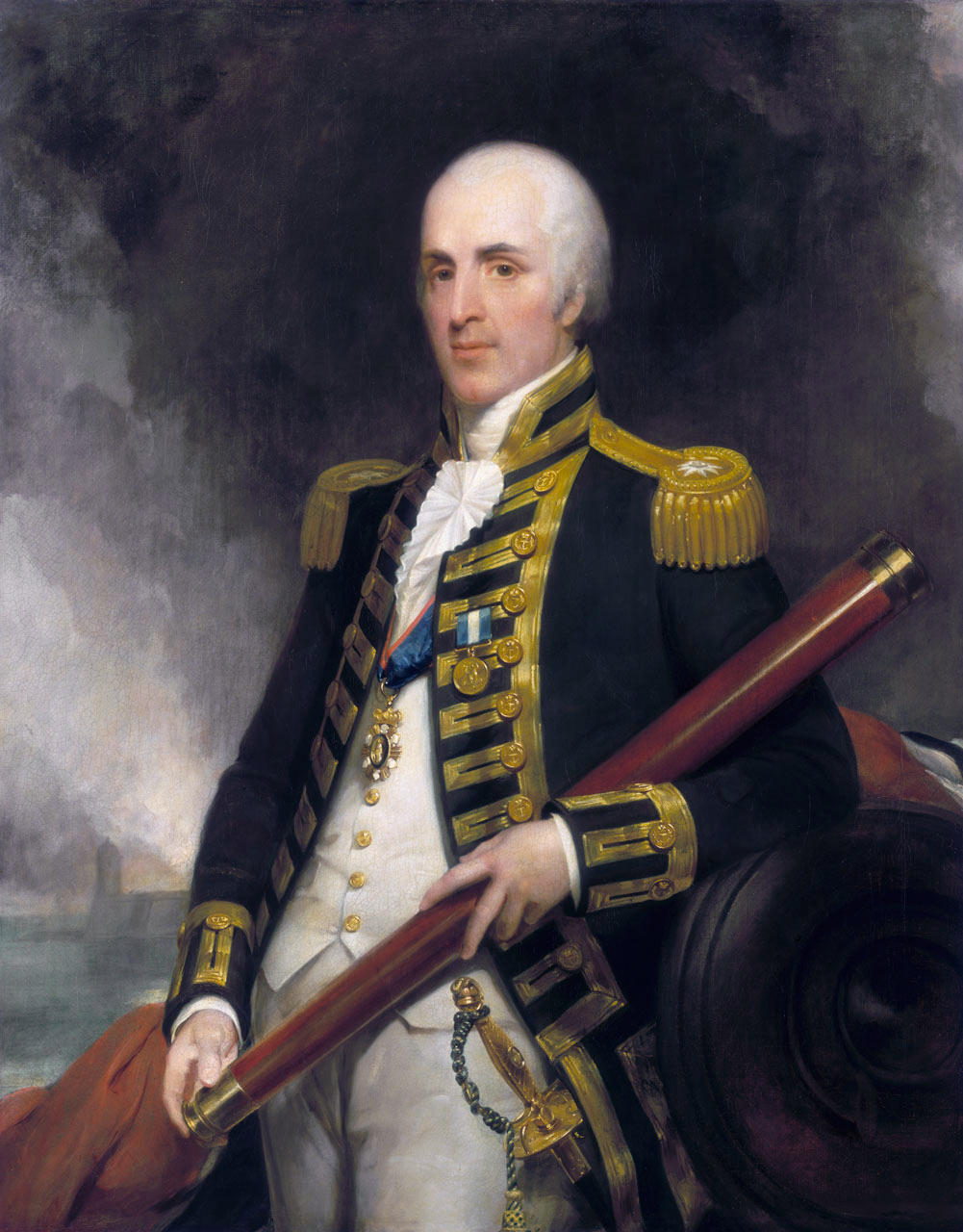
Sir Alexander Ball, Comissário Civil de Malta, 1799–1801 e 1802–1809

Durante a revolta maltesa contra os franceses, o povo maltês formou uma Assembleia Nacional como um governo provisório. Mensageiros foram enviados à frota britânica na Sicília para obter ajuda, e um comboio britânico composto por 13 navios danificados sob o capitão Sir James Saumarez apareceu na ilha no final de setembro de 1798. Em outubro, Sir Alexander Ball chegou a Malta e, um ano depois, foi nomeado Comissário Civil.
A guarnição francesa comandada pelo general Vaubois foi levada para Mosta e finalmente se rendeu em 4 de setembro de 1800. Malta, portanto, tornou-se um protetorado britânico. Em agosto de 1801, o comissário civil, Charles Cameron, nomeou Emmanuel Vitale como governador. Isso efetivamente pôs fim à independência de Gozo como la Nazione Gozitana.
Nos termos do Tratado de Amiens de 1802 com a França, a Grã-Bretanha deveria evacuar as ilhas, mas não cumpriu essa obrigação - um dos vários casos mútuos de não adesão ao tratado, que acabou levando ao seu colapso e ao recomeço da guerra entre os dois países.

## Declaração de Direitos

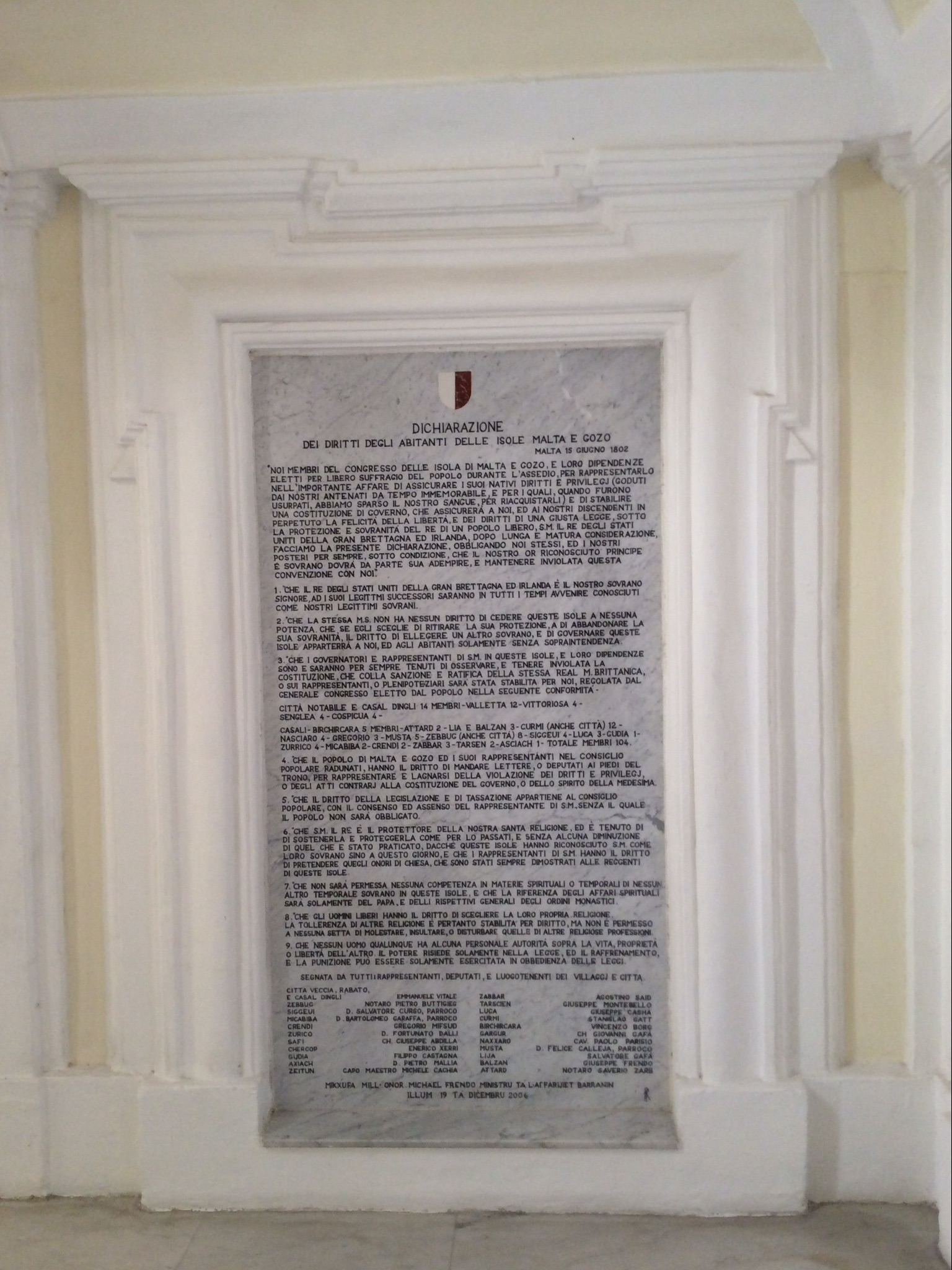
A Declaração dos Direitos dos habitantes das Ilhas de Malta e Gozo, de 1802, no Palazzo Parisio

Em junho de 1802, 104 representantes das cidades e vilas maltesas assinaram uma declaração intitulada La Dichiarazione dei Diritti degli abitanti delle Isole di Malta e Gozo (A Declaração dos Direitos dos habitantes das Ilhas de Malta e Gozo) pela qual proclamaram Jorge III como seu rei, e que ele não tinha o direito de entregar Malta a outro poder. Pela Declaração, eles também proclamaram que Malta deveria se autogovernar enquanto estivesse sob proteção britânica. 

## Lampedusa
Politicamente, Lampedusa também fazia parte do Reino da Sicília. No final do século 18, enquanto Malta ainda estava sob os Cavaleiros, o Príncipe de Lampedusa havia alugado a ilha para Salvatore Gatt, um empresário maltês, que se estabeleceu na ilha com alguns trabalhadores malteses.
Os britânicos consideraram assumir Lampedusa como base naval em vez de Malta, mas a ideia foi abandonada porque a ilha não tinha portos profundos e não era bem desenvolvida. Apesar disso, as autoridades de Malta e o governo britânico ainda tentaram tomar a ilha, pois acreditavam que ela poderia ser usada para abastecer Malta com alimentos caso a Sicília caísse nas mãos de Napoleão.

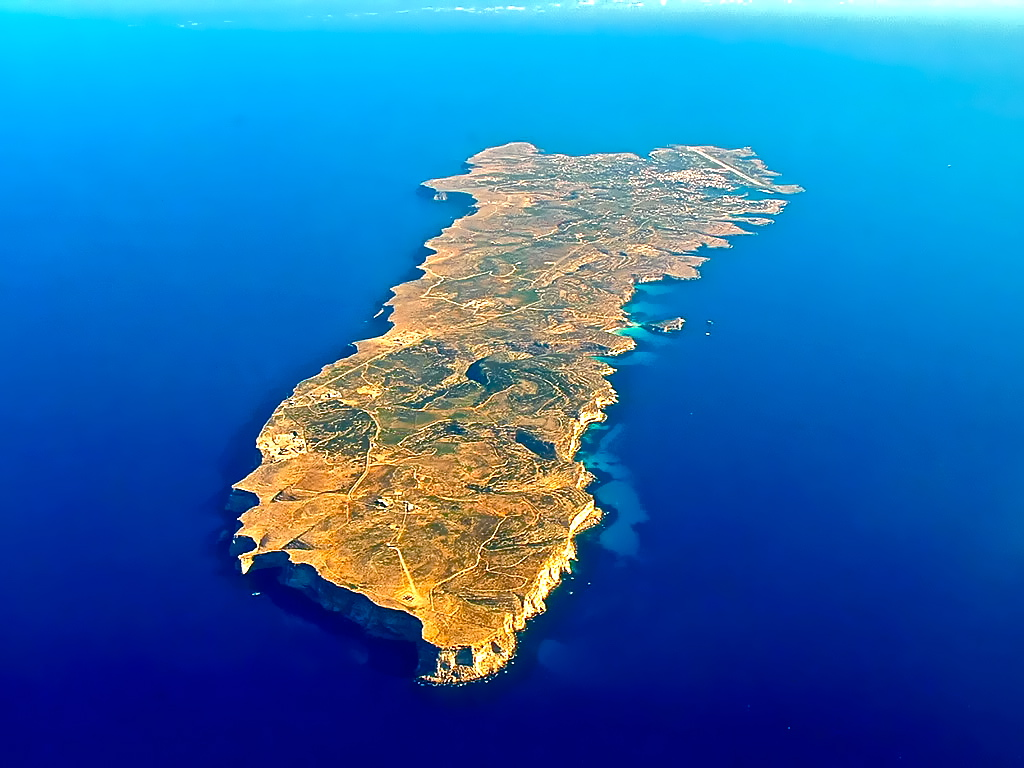
Vista aérea de Lampedusa

Em 1800, Ball enviou um comissariado a Lampedusa para avaliar a viabilidade disso e o resultado foi que a ilha poderia ser facilmente usada para abastecer Malta com alimentos a um custo relativamente baixo, pois havia pastagens e abastecimento de água adequado. Em 1803, alguns fazendeiros malteses se estabeleceram em Lampedusa com gado e ovelhas, e começaram a cultivar cevada.
Em 1810, Salvatore Gatt transferiu o arrendamento para Alexander Fernandez, o Comissariado Britânico, e este último tentou criar uma grande colônia maltesa na ilha. Isso nunca se materializou, pois uma Comissão Real em 1812 afirmou que era apenas um empreendimento comercial e a Grã-Bretanha se recusou a ajudar Fernandez. Outros problemas surgiram quando a praga devastou Malta em 1813–14 e, em 25 de setembro de 1814, Sir Thomas Maitland retirou as tropas britânicas de Lampedusa.
Fernandez permaneceu proprietário da ilha até 1818, quando Gatt voltou e lá permaneceu com sua família até 1824.

## Colônia
Em 1813, a ilha foi transformada em uma colônia da Coroa Britânica pela Constituição de Bathurst. Em 23 de julho, Sir Thomas Maitland substituiu Sir Hildebrand Oakes e foi o primeiro Comissário Civil a receber o título de "Governador". Malta tornou-se oficialmente uma colônia pelo Tratado de Paris em 1814. 